# سید صفی‌اله
سید صفی‌اله (انگلیسی: Syed Safiullah; ۲۵ دسامبر ۱۹۴۵ – ۱۱ ژوئن ۲۰۱۶) دانشمند و از دانش‌آموختگان دانشگاه داکا از اهالی داکا بود.